# Ratusz w Augsburgu
Ratusz w Augsburgu (Augsburger Rathaus) – siedziba rady miasta i burmistrza Augsburga przy głównym placu miasta (Rathausplatz), perła niemieckiego manieryzmu.

## Historia
Ratusz wzniesiony został na miejscu starego, gotyckiego. Budowę rozpoczęto w 1615 roku pod kierownictwem Eliasa Holla. Pierwsze posiedzenie rady miejskiej odbyło się już w 1620, mimo że budynek w pełni ukończony został cztery lata później. Podczas nalotów alianckich w nocy z 26 na 27 lutego 1944 roku został doszczętnie zniszczony. Fasadę odbudowano w 1955, w 1962 oddano do użytku Złotą Salę, pozostałe pomieszczenia odbudowano w latach 1980–1984, jednak prace trwały jeszcze do 1990 roku.

## Opis
Ratusz to budynek trójnawowy, wzniesiony na planie kwadratu. Górują nad nim dwie wieże wysokie na 65 m. Ratusz znajduje się na stoku wzniesienia Eisenberg. Z tego powodu fasada zachodnia - od strony głównego placu ma wysokość 44 metry, a wschodnia fasada od strony Placu Eliasa Holla ma aż 52 metry. Fasady zwieńczone są frontonami z namalowanymi symbolami wolnego miasta – wizerunkami dwugłowego orła, ozdobionymi spływami wolutowymi. Nad portykiem zachodniej fasady widnieje łaciński napis PUBLICO CONSILIO/PUBLICAE SALUTI/MDCXX (publicznej radzie, publicznemu dobru, 1620). Nad portykiem fasady wschodniej znajduje się jedyna pamiątka po starym ratuszu – gotycka płaskorzeźba wielkiego herbu miasta. Nad herbm została zapisana sentencja: CHRISTI TIBI GLORIA/IN AUGUSTA RHAETICA/URBE VERE REGIA (Chrystusie Tobie chwała w Augsburgu należna, prawdziwie królewskim mieście). Na parterze ratusza znajduje się sklep z pamiątkami i kasą biletową, sala historyczna, ukazująca historię Augsburga na przestrzeni dziejów, sala pamięci poległych w obronie miasta i sala pamięci Żydów wywiezionych do obozów śmierci. Na pierwszym piętrze znajduje się sala obrad. Na drugim piętrze znajduje się najsłynniejsza sala ratusza – Złota Sala. Z niej można przejść do Sali Książęcej.

### Sala Książęca
Sala Książęca (Fürstenzimmer) to reprezentacyjny gabinet burmistrza Augsburga, w którym przyjmuje najważniejszych gości i uroczyście podpisuje dokumenty. Pokój ma powierzchnię 150 m². Sufit pokryty jest kasetonami. W rogu stoją flagi UE i Augsburga z drzewcami zakończonymi godłem Augsburga - Pyrem